# اقتصاد إستونيا
قبل الحرب العالمية الثانية استند اقتصاد إستونيا على الزراعة، ولكن كان هناك قطاعاً هاما للمعرفة، مع المدينة الجامعية تارتو المعروف عنها الإسهامات العلمية، والقطاع الصناعي المتنامي، مماثلة لفنلندا النجاورة لها. وكانت منتجات مثل الزبدة والحليب والجبن معروفة على نطاق واسع في أسواق أوروبا الغربية. وكانت الأسواق الرئيسية ألمانيا والمملكة المتحدة، وكانت 3٪ فقط من كل التجارة الاتحاد السوفيتي المجاور.
تملك إستونيا اقتصادًا متطورًا وهي عضو في الاتحاد الأوروبي وفي منطقة اليورو. يتأثر اقتصاد إستونيا بشدة بتطورات الاقتصادين الفنلندي والسويدي.

## نظرة عامة
قبل الحرب العالمية الثانية، كان الاقتصاد الإستوني قائمًا على الزراعة، لكن كان هناك قطاع معرفة بارز، مع جامعة مدينة تارتو التي اشتهرت بمساهماتها العلمية، وقطاع صناعي متنامي، كنظيره في الجارة فنلندا. كانت المنتجات كالزبدة والحليب والجبن منتشرة على نطاق واسع في أسواق أوروبا الغربية. كانت الأسواق الرئيسية بالنسبة لإستونيا ألمانيا والمملكة المتحدة، في حين لم يتجاوز مجموع التبادل التجاري مع الاتحاد السوفييتي المجاور 3%. تتمتع إستونيا وفنلندا بمستوى معيشة متشابه نسبيًا.
إن ضم الاتحاد السوفييتي لإستونيا والدمار النازي والسوفييتي الذي نجم عن الحرب العالمية الثانية قد سبب الشلل للاقتصاد الإستوني. واصَل الاحتلال السوفييتي اللاحق وما تبعه من فرضٍ للسيطرة السوفييتية على أشكال الحياة بعد الحرب دمجَ الاقتصاد والصناعة الإستونية في بنية الاتحاد السوفييتي المخططة مركزيًا. في عام 1991، كان نصيب الفرد من الناتج المحلي الإجمالي فقط 100 دولار أمريكي.
بعد ابتعادها عن الشيوعية في أواخر ثمانينيات القرن الماضي، واستعادة استقلالها في عام 1991، وتحولها إلى اقتصاد السوق، برزت إستونيا دولةً رائدة في الاقتصاد العالمي. في عام 1992، اعتمدت الدولة الكرون الإستوني عملةً خاصة بها، ما ساهم بدوره في رفع استقرار الاقتصاد إلى حد كبير. في عام 1994، أصبحت إستونيا من أُوَل الدول في العالم التي تعتمد ضريبة ثابتة، بمعدّل موحّد قدره 26% بصرف النظر عن الدخل الشخصي. في النصف الثاني من تسعينيات القرن الماضي، حصلت إستونيا على استثمارات أجنبية للفرد الواحد أكثر من أي دولة أخرى في أوروبا الوسطى والشرقية. خُفّضت ضريبة الدخل الشخصي على عدّة خطوات بين عامي 2005 و2008، من 26% إلى 21%.
كانت الدولة تلحق بركب دول الاتحاد الأوروبي الخمسة عشرة (إي يو-15) بسرعة؛ إذ نما نصيب الفرد من الناتج المحلي الإجمالي من 34.8% من متوسط ناتج دول الاتحاد الأوروبي الخمسة عشرة في عام 1996 إلى 65% في عام 2007، على غرار نظيره في دول أوروبا الوسطى. صُنفت إستونيا بالفعل دولةً ذات دخل مرتفع من قِبل البنك الدولي. كان نصيب الفرد في البلاد من الناتج المحلي الإجمالي (حسب تعادل القوة الشرائية)، وهو مؤشر جيد للثروة، 35,974 دولارًا أمريكيًا في عام 2018 وفقًا لإحصائيات البنك الدولي، وكان ترتيب إستونيا بهذه الحصة بين ليتوانيا وقبرص، إلا أنها كانت أدنى من معظم دول الاتحاد الأوروبي ذات العضوية القديمة كإسبانيا وإيطاليا. بسبب أدائها الاقتصادي بعد انهيار الاتحاد السوفييتي، وُصفت إستونيا بأنها أحد نمور البلطيق الثلاثة.
في عام 2008، احتلت إستونيا المرتبة الثانية عشرة من بين 162 دولة في مؤشر الحرية الاقتصادية 2008، وهي الأفضل من أي جمهورية سوفييتية سابقة. في نفس العام، تذيلت إستونيا قائمة الدول الأوروبية لحرية سوق العمل، إلا أن الحكومة تعمل على صياغة التحسينات.
في 1 يناير عام 2011، انضمت إستونيا إلى منطقة اليورو، لتصبح أول جمهورية سوفييتية سابقة تنضم إلى منطقة اليورو.
في عام 2013، صنّفت مجموعة البنك الدولي إستونيا في المرتبة 21 على مؤشر سهولة ممارسة الأعمال.
حلّت إستونيا في المركز 16 في مؤشر الابتكار العالمي عام 2023، وحافظت على المركز نفسه في مؤشر عام 2024.